# Бологовский, Дмитрий Николаевич
Дми́трий Никола́евич Болого́вский (30 апреля 1780 — 27 августа 1852, Москва, Российская империя) — генерал-лейтенант, Вологодский губернатор (1836—1840), сенатор.

## Биография
Родился 30 апреля 1775 года (в «Русском биографическом словаре» — в 1780 году). В малолетстве был записан сержантом гвардии, а на действительную военную службу вступил в 1797 году с чином прапорщика в лейб-гвардии Измайловский полк. В 1802 году вышел в отставку с чином капитана.

Сержантом Измайловского полка он дежурил в качестве ординарца у кабинета Екатерины II в то утро, когда она умерла от удара в своей уборной. Он же стоял на карауле в Михайловском дворце в ночь 11 марта 1801 г., когда задушен был император Павел, и сам принимал участие в убийстве. По уверению императора Александра I, Бологовский приподнял за волосы мёртвую голову императора, ударил её оземь и воскликнул: «Вот тиран!» Бологовский должен был оставить военную службу.— В. Вересаев. «Спутники Пушкина»
С началом Отечественной войны Бологовский был снова принят на службу, с прикомандированием к Московскому пехотному полку. После Бородинской битвы он заступил место раненного начальника штаба 6-го корпуса полковника Монахтина и, оставаясь в этой должности до окончания войны, управлял штабом сначала 6-го корпуса, а затем корпуса генерала Дохтурова. Отличился в сражении при Малоярославце, получив орден Св. Анны 2-й степени.
В период Заграничных походов 1813—1814 годов Бологовский участвовал в сражениях: при Киснобеле, Магдебурге и Гамбурге. В Битве народов он был ранен и 7 октября 1813 года награждён орденом Св. Георгия 4-го класса (№ 2705 по кавалерскому списку Григоровича — Степанова) «за отличие в сражении с французами при Лейпциге».
С 29 января 1819 года Бологовский командовал Малороссийским гренадерским полком, а с производством 19 февраля 1820 года в генерал-майоры Бологовский был назначен командиром 2-й бригады 22-й пехотной дивизии; вскоре был переведён на ту же должность в 1-ю бригаду 16-й пехотной дивизии. В конце 1820-х годов он был отставлен от занимаемых должностей и назначен состоять по армии; 31 января 1834 года уволен от службы.
Входил в число московских знакомых Пушкина, знал отца и дядю поэта. Во время южной ссылки Пушкин часто обедал в кишинёвском доме Бологовского, где однажды под действием выпитого шампанского у них произошла ссора. По свидетельству князя П. А. Вяземского, любил рассуждать о литературе, причём ставил Шодерло де Лакло и Луве де Кувре выше Вальтер Скотта. Сохранилась записка 1828 года, в которой Пушкин, Вяземский и Бологовский пишут Толстому-Американцу: «Сейчас узнаём, что ты здесь, сделай милость, приезжай. Упитые винами, мы жаждем одного — тебя».
Бологовский вернулся на военную службу 20 февраля 1836 года (со старшинством в чине генерал-майора с 9 марта 1822 года) и получил назначение исправляющим должность военного губернатора Вологды и вологодского гражданского губернатора. Год спустя, 18 апреля 1837 года, он был произведён в генерал-лейтенанты. Его стараниями в Вологду были перемещены ссыльные литераторы Н. И. Надеждин и В. И. Соколовский. Оставил по себе добрую память горожан.
После возвращения в столицу 30 декабря 1840 года был зачислен в Правительствующий сенат, с назначением к присутствованию в 1-м отделении 5-го департамента; 1 января 1842 года он был переведён во 2-е отделение того же департамента, а 1 января 1844 года — в 1-е отделение 6-го департамента; 20 июля 1848 года Бологовский был назначен членом по хозяйственной части Комиссии для построения в Москве храма во имя Христа Спасителя, а в 1849 году принимал деятельное участие в борьбе с появившейся в Москве холерой.
Скончался 27 августа (8 сентября) 1852 года в Москве; был похоронен на кладбище Симонова монастыря. По отзыву современницы, Бологовский имел непостоянный характер, любил карты и псовую охоту. В 1834 году Пушкин оставил в дневнике такую запись:

Генерал Болховской хотел писать свои записки (и даже начал их; некогда, в бытность мою в Кишиневе, он их мне читал). Киселев сказал ему: «Помилуй! да о чём ты будешь писать? что ты видел?» — Что я видел? — возразил Болховской. — Да я видел такие вещи, о которых никто и понятия не имеет. Начиная с того, что я видел голую жопу государыни (Екатерины II-ой, в день её смерти).

## Семья
Первой женой Бологовского была Варвара Сергеевна Салтыкова (ум. 1819), дочь генерал-майора Сергея Николаевича Салтыкова от брака его с графиней Анастасией Фёдоровной Головиной. Долгие годы болела ревматизмом ног и лечилась у знаменитого гипнотизера Шульца. Жила отдельно от мужа в своем имении Богодилове в Орловской губернии. Умерла, оставив детей:
- Николай Дмитриевич (1800 — 1856); до 1825 года воспитывался в Благородном пансионе Царскосельского лицея; служил в лейб-гвардии Преображенском полку, 14 января 1840 года был произведён в генерал-майоры, вышел в отставку и женился на Екатерине Васильевне Темировой, одной из трёх рождённых вне официального брака дочерей графа Василия Валентиновича Мусина-Пушкина-Брюса и артистки оперной труппы Императорских театров Нимфодоры Семёновны Семёновой; у них было четверо детей: Александр (1841—1892), Ольга, Николай и Дмитрий. С началом Крымской войны генерал-майор Н. Д. Бологовской снова вступил на военную службу и участвовал в боевых действиях на Кавказе, где и умер в 1856 году (предположительно, от ранения). Дети получили в наследство земли в Семёновском уезде Нижегородской губернии. Александр Николаевич Бологовский, имевший в Семёновском уезде 11971 десятин земли, а в Макарьевском уезде стекольный завод, продукция которого успешно реализовывалась на Нижегородской ярмарке, с 1874 года был в течение трёх сроков уездным предводителем дворянства. Дослужившись до чина действительного статского советника, А. Н. Бологовской вышел на пенсию. Умер 12 апреля 1892 года и был похоронен в Нижнем Новгороде на кладбище Крестовоздвиженского монастыря[6].
- Сергей Дмитриевич
- Софья Дмитриевна (1806—1838), жила у родных в Петербурге, качаясь на качелях, упала и повредила позвоночник, отчего вскоре умерла.
- Дмитрий Дмитриевич, отец вологодского губернатора Якова Дмитриевича Бологовского.
- Пётр Дмитриевич

В 1824 году Бологовский обвенчался с Екатериной Григорьевной Осиповой (1799—1870), дочерью сенатора Г. М. Осипова, от которого она унаследовала усадьбу Гнездилово.

## Награды
Среди прочих наград Бологовский имел ордена:
- Орден Святой Анны 2-й степени (1812)
- Орден Святого Георгия 4-го класса (07.10.1813)
- Орден Святой Анны 1-й степени (22.02.1831)
- Орден Святого Владимира 2-й степени (29.03.1839)
- прусский орден Pour le Mérite